# ISO 3166-2:FJ
Kódy ISO 3166-2 pro Fidži identifikují 4 správní obvody a 1 autonomní území a 14 provincií na nižší úrovni. První část (FJ) je mezinárodní kód pro Fidži, druhá část sestává z jednoho velkého písmene identifikujícího správní obvod nebo autonomní území nebo dvou čísel identifikujících provincii.

## Seznam kódů
| Kód  | Území                   | Typ             |
| ---- | ----------------------- | --------------- |
| FJ-C | Centrální správní obvod | správní obvod   |
| FJ-E | Východní správní obvod  | správní obvod   |
| FJ-N | Severní správní obvod   | správní obvod   |
| FJ-W | Západní správní obvod   | správní obvod   |
| FJ-R | Rotuma                  | autonomní území |

| Kód   | Provincie          | Nadřazené území |
| ----- | ------------------ | --------------- |
| FJ-01 | Ba                 | FJ-W            |
| FJ-02 | Bua                | FJ-N            |
| FJ-03 | Cakaudrove         | FJ-N            |
| FJ-04 | Kadavu             | FJ-E            |
| FJ-05 | Lau                | FJ-E            |
| FJ-06 | Lomaiviti          | FJ-E            |
| FJ-07 | Macuata            | FJ-N            |
| FJ-08 | Nadroga and Navosa | FJ-W            |
| FJ-09 | Naitasiri          | FJ-C            |
| FJ-10 | Namosi             | FJ-C            |
| FJ-11 | Ra                 | FJ-W            |
| FJ-12 | Rewa               | FJ-C            |
| FJ-13 | Serua              | FJ-C            |
| FJ-14 | Tailevu            | FJ-C            |